# Lola Cornero

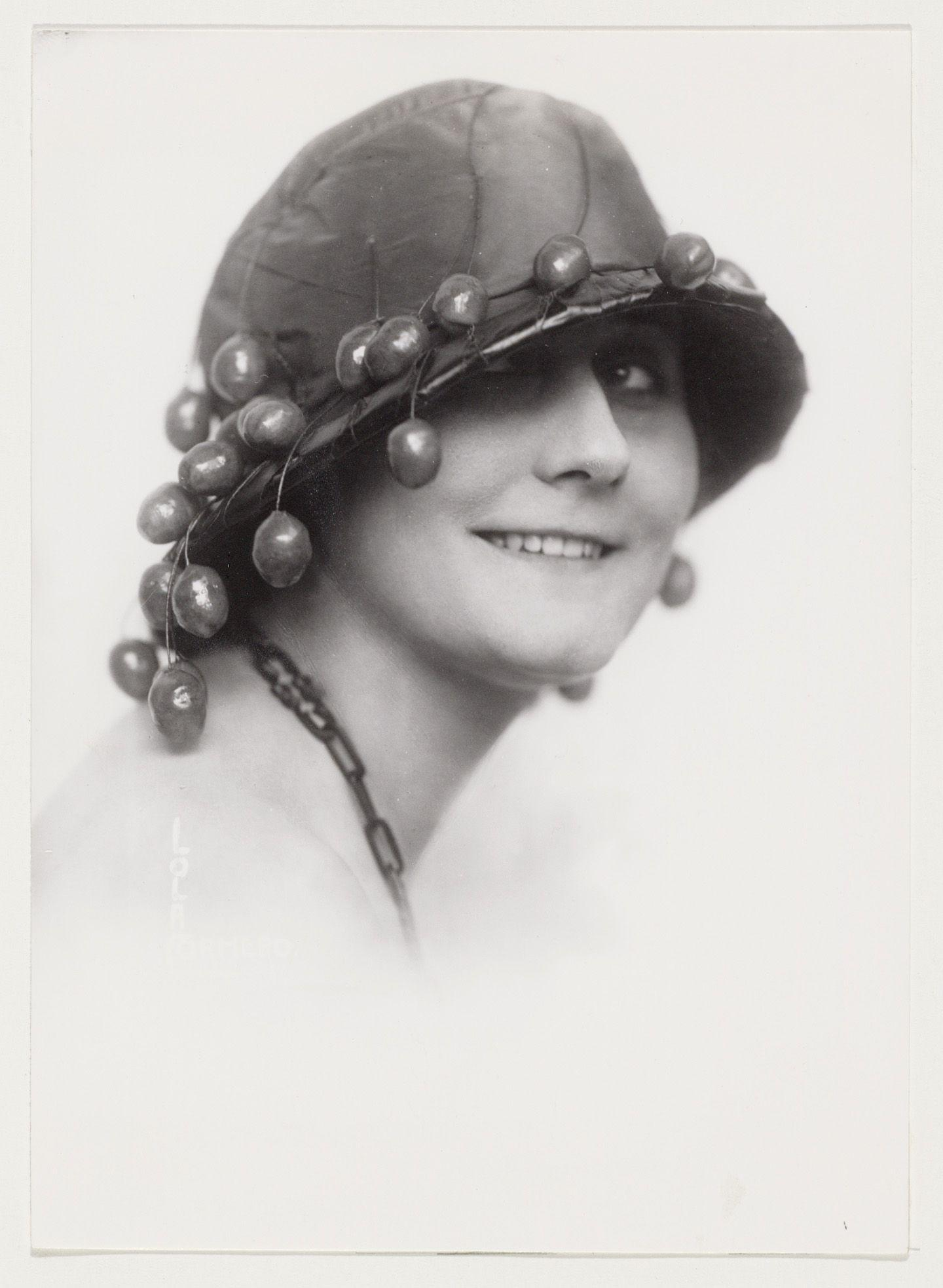
Lola Cornero (1919)

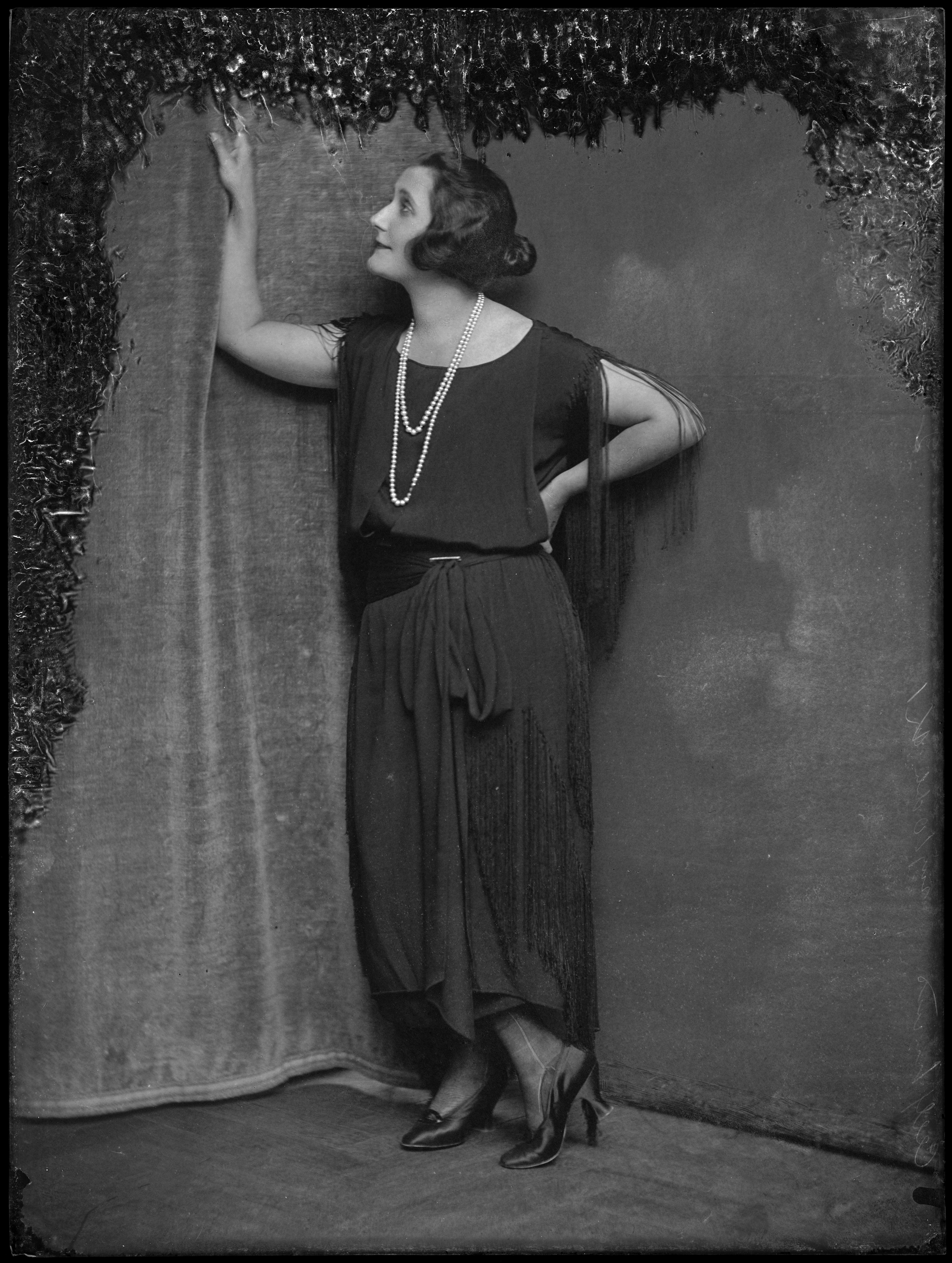
Lola Cornero

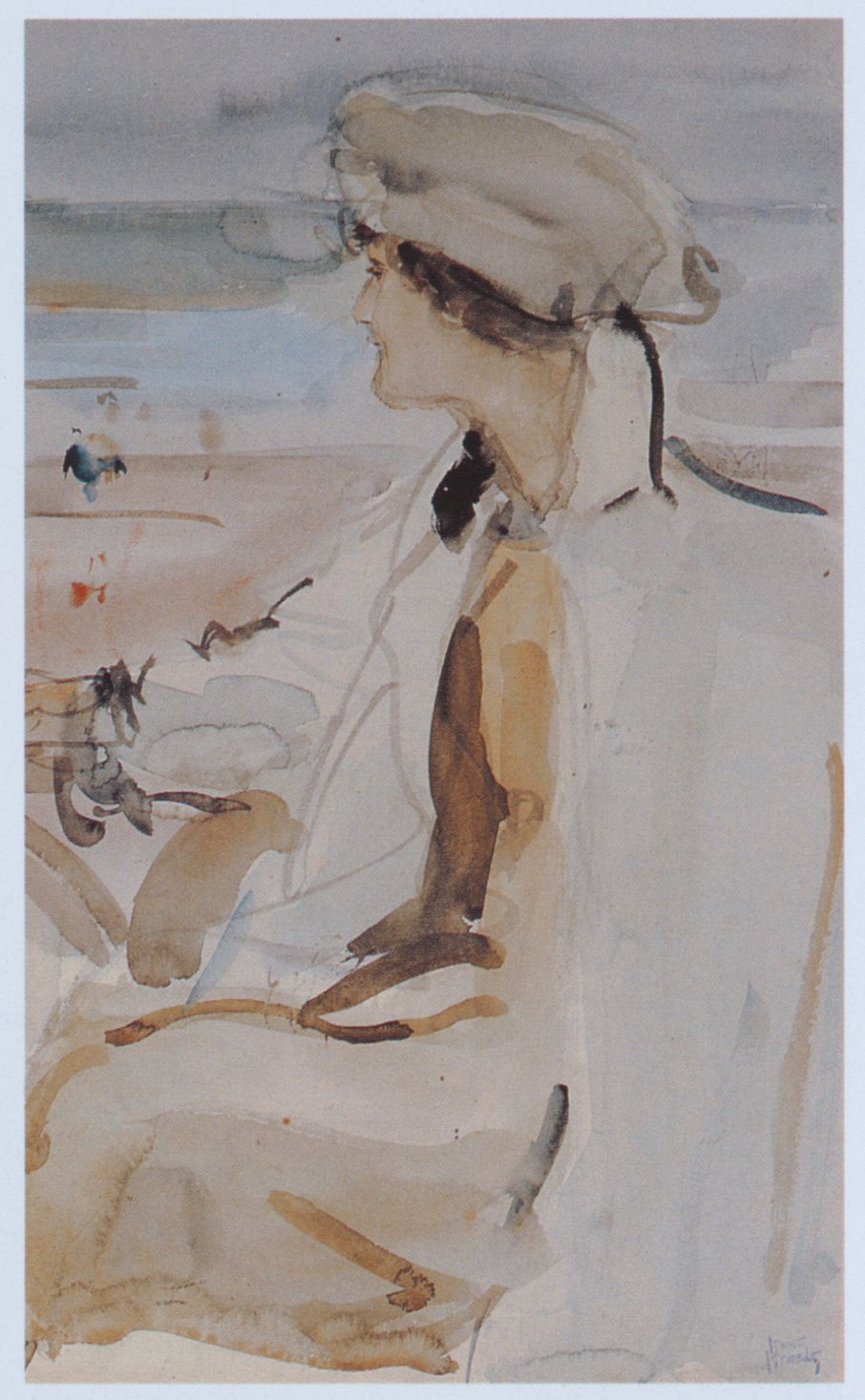
Isaac Israëls: Porträt von Lola Cornero, um 1919

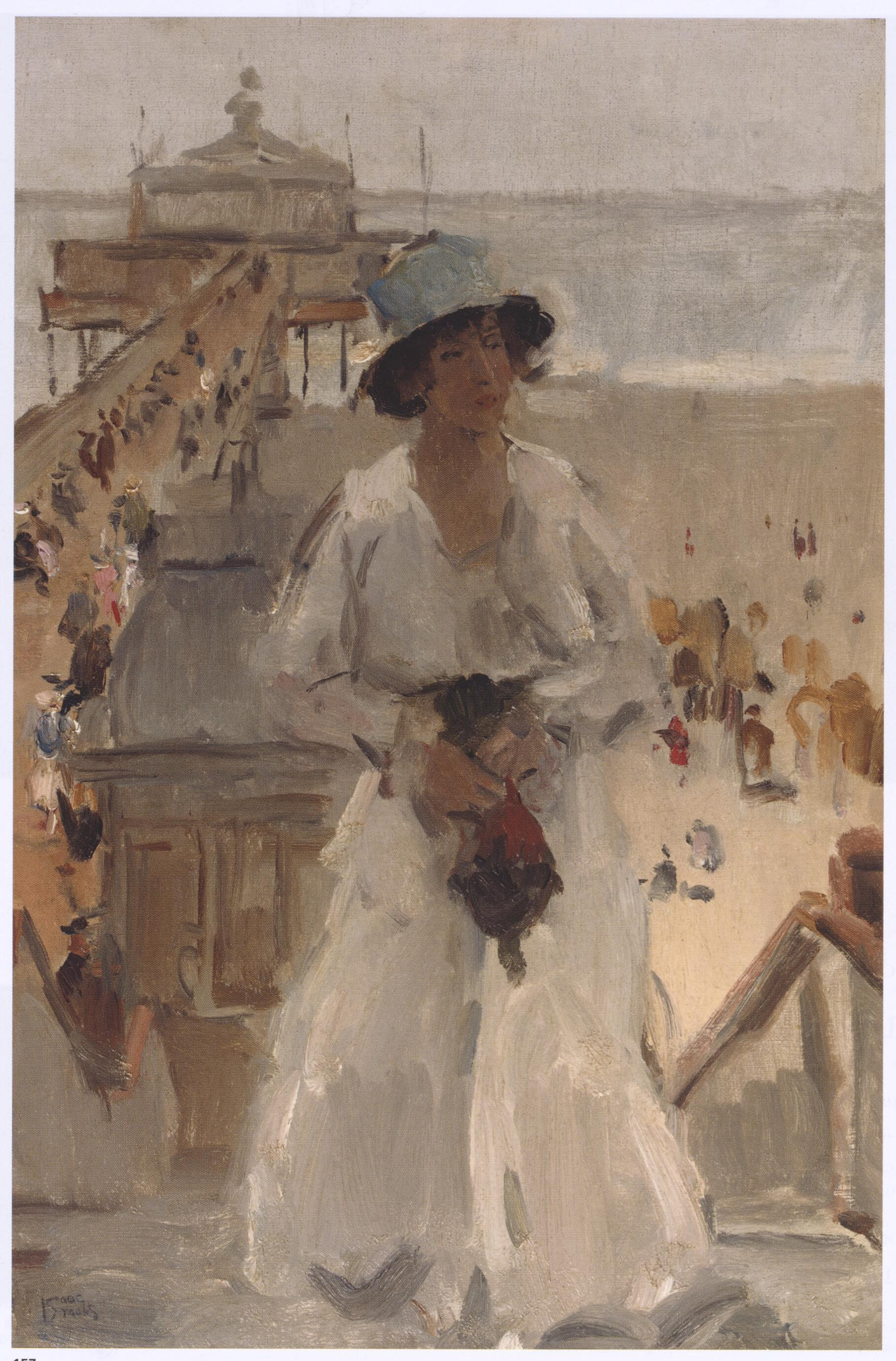
Isaac Israëls: Auf dem Boulevard in Scheveningen, um 1920

Lola Cornero war der Künstlername von Helene Dorothea Catharina Rasmussen (* 30. März 1892 in Kiel; † 6. Mai 1980 in Amsterdam). Die gebürtige Deutsche feierte von 1916 bis 1931 in den Niederlanden große Erfolge als Stummfilmstar, Kabarettsängerin und Operettendiva. Danach zog sie sich ins Privatleben zurück. Helene Rasmussen erhielt 1921 die niederländische Staatsbürgerschaft.

## Leben

### Erste Bühnenerfahrungen
Helene Rasmussen war die Tochter des dänischen Schiffskapitäns Hans Detlev Rasmussen (* 1862) und seiner deutschen Frau Auguste Maria Magdalena Fahrenkrug (* 1869). Sie genoss eine internationale Erziehung, besuchte Schulen in Finnland, Deutschland, Schottland, Frankreich und England – und stand bereits mit 14 Jahren auf der Bühne. In Manchester spielte sie mit einer deutschen Theatertruppe eine Rolle im Schwank Der Weg zur Hölle von Gustav Kadelburg. Nach mehreren Jahren in England und Frankreich ging Rasmussen im November 1915 nach Amsterdam, um ihr Glück als Sängerin zu versuchen. Dort traf sie sehr bald auf ihren späteren Ehemann Henri Tas (1888–1961), einen wohlhabenden Diamantenhändler mit Geschäften in Paris, London, Antwerpen und New York.

### Filmkarriere und Auftritte als Lola Cornero
In Amsterdam nahm Helene Rasmussen den Künstlernamen Lola Cornero an, nach einer Figur in ihrem ersten Theaterstück. Schon kurz nach ihrer Ankunft bot ihr der Filmemacher jener Jahre, Maurits Binger, eine Rolle in seinem Stummfilm Vogelvrij (Vogelfrei) an, in dem auch Annie Bos mitspielte. In seiner Filmfabriek Hollandia spielte Cornero zwischen 1916 und 1920 in weiteren Stummfilmen mit, darunter Toen het licht verdween (Als das Licht verschwand) und De kroon der schande (Die Krone der Schande).
Cornero gab 1916 zudem ihr Debüt als Kabarettsängerin. Ihre Darbietung von Ragtime-Songs war ein durchschlagender Erfolg. Dass sie innerhalb kürzester Zeit „fließend und so schön wie die eleganteste Holländerin“ sprach, wurde in der Presse ebenso lobend erwähnt wie ihre „anmutige Erscheinung“. Den Durchbruch schaffte die Sängerin mit Liedern wie She is a lady, thumbs up! (Sie ist eine Dame, Daumen hoch!). Im Kabarett von Jean-Louis Pisuisse lernte sie ihre spätere beste Freundin, die Kabarettistin Fie Carelsen, kennen. Im Sommer 1916 trat sie im Kursaal von Zandvoort und im Cabaret von Scheveningen auf. In letzterem Seebad porträtierte sie der häufig dort anzutreffende Maler Isaac Israëls. Nach dem RKD – Nederlands Instituut voor Kunstgeschiedenis ist auch das um 1920 datierte Gemälde Auf dem Boulevard in Scheveningen ein „mögliches Porträt von Lola Cornero“.
Ab 1920 machte Cornero sich als Operettendiva einen Namen. Sie trat in der Groote Schouwburg in Rotterdam an der Seite von Beppie de Vries in Die Bajadere (1924) auf und arbeitete fünf Jahre lang mit der Nederlands Operettegezelschap von Jacques van Bijlevelt. 1921 erhielt sie die niederländische Staatsbürgerschaft.
Einen Monat vor ihrer Heirat am 25. Dezember 1925 verabschiedete sich Cornero von ihrem Publikum. Henri Tas wünschte keinen Operettenstar zur Frau. Der tosende Abschiedsapplaus und die Überzeugungsarbeit Bijlevelts müssen sie jedoch umgestimmt haben. Bereits fünf Monate später trat sie erneut auf: in der letzten Aufführung der Operette Uschi. Es folgten Rollen in De Wonderpop (1926), Monsieur Topaze (1929) und Grand Hotel (1930). Ihren letzten Auftritt hatte Cornero 1931 in dem Stück De man die beslag legt von der Koninklijke Vereeniging Het Nederlandsch Tooneel (KVNT).

### Privatière als Helene Tas-Rasmussen
Nach Marie-Cécile van Hintum führte Cornero anschließend ein „komfortables Leben“, „ging aus, reise viel und spielte gerne Golf“. Der Datensammlung der Ancestry Institution zufolge war sie zwischen 1935 und 1939 einige Male in New York City, ließ sich nach der Kapitulation der niederländischen Streitkräfte (16. Mai 1940) am 22. August 1940 in Saint-Raphaël Papiere als Helene Tas ausstellen, schiffte sich in Lissabon ein und kam am 18. Oktober 1940 erneut in New York an. Am 5. Mai 1945 kapitulierten die deutschen Streitkräfte und die Niederlande wurden durch die kanadischen Alliierten befreit. Weitere Einreisen in die USA tragen die Daten 10. Mai 1948, 14. August 1950 und 19. Januar 1953. Die letzte Abreise nach Amsterdam ist mit 9. Oktober 1954 dokumentiert.
Auch danach tauchte Cornero gelegentlich in der Öffentlichkeit auf. So war sie 1959 zu Gast in der Fernsehsendung De Oude Draaidoos (Der alte Drehkasten) von Simon van Collem, der einen Ausschnitt aus Toen het licht verdween aus dem Filmarchiv ausgegraben hatte. 1967 nahm sie an Namen die je nooit vergeet (Namen, die man nie vergisst), einer Serie von vier Fernsehsendungen über das niederländische Kabarett, teil. In ihren letzten Lebensjahren hatte Cornero Schwierigkeiten beim Gehen und verließ ihre Amsterdamer Wohnung nur noch selten. Drei Tage nach ihrem Tod wurde sie im Krematorium Westerveld, Velsen-Driehuis eingeäschert.

## Filmografie
- 1916: Vogelvrij
- 1916: Liefdesoffer
- 1916: Majoor Frans
- 1916: La Renzoni
- 1917: Madame Pinkette & Co
- 1917: Gouden ketenen
- 1917: Ulbo Garvema
- 1918: De Kroon der Schande
- 1918: Toen 't licht verdween
- 1918: Oorlog en Vrede
- 1918: Amerikaansche meisjes
- 1919: Zonnetje
- 1920: Het Verborgen Leven
- 1920: As God Made Her
- 1920: John Heriot's Wife

## Theater- und Filmfigur Lola Cornero
- In Der Weg zur Hölle ist Lola Cornero eine „berühmte spanische Tänzerin“. Hugo Bendler kennt sie von früher, möchte sie wiedersehen, ist aber inzwischen verheiratet und wappnet sich mit einem Bild der Gattin gegen die Gefahr der Verführung. In Göttingen spielte „Frl. Köler“ 1906 „die launenhafte, radebrechende und verwöhnte ‚Artistin‘, halb Kind, halb Katze“. Schwank in drei Akten von Gustav Kadelburg.[6]

In den verschiedenen Versionen von Die tolle Lola lernt die Tänzerin Tilly Schneider alias Lola Cornero den Varieté-Direktor Bendler erst kennen:
- Operette in 3 Akten nach Gustav Kadelburg von Arthur Rebner. Uraufführung 1919 am Neuen Operettentheater, Berlin. Musik: Hugo Hirsch.[7]
- Stummfilm 1927 mit Lilian Harvey als Lola Cornero. Regie: Richard Eichberg. Filmmusik: Hugo Hirsch[8][9]
- Filmlustspiel 1954 mit Herta Staal und Wolf Albach-Retty in den Hauptrollen. Regie: Hans Deppe[10][11]